# Tennevoll
Tennevoll est une localité du comté de Troms, en Norvège.

## Géographie
Administrativement, Tennevoll fait partie de la kommune de Lavangen.